# Mao Anying
 (février 2019).
Si vous disposez d'ouvrages ou d'articles de référence ou si vous connaissez des sites web de qualité traitant du thème abordé ici, merci de compléter l'article en donnant les références utiles à sa vérifiabilité et en les liant à la section « Notes et références ».
Mao Anying (毛岸英, en pinyin : Máo Ànyīng), né le 24 octobre 1922 à Changsha (province de Hunan, Chine) et mort le 25 novembre 1950 dans l’arrondissement de Tongchang (en) (province du Pyongan du Nord, Corée du Nord), est le fils aîné de Mao Zedong et de Yang Kaihui.

## Biographie
En 1936, Anyin part étudier à l'internat international d'Ivanovo, Interdom, où il étudie le russe. Éduqué à Moscou, il est tué au cours d’une attaque aérienne durant la guerre de Corée. Il a deux frères cadets, Mao Anqing et Mao Anlong.

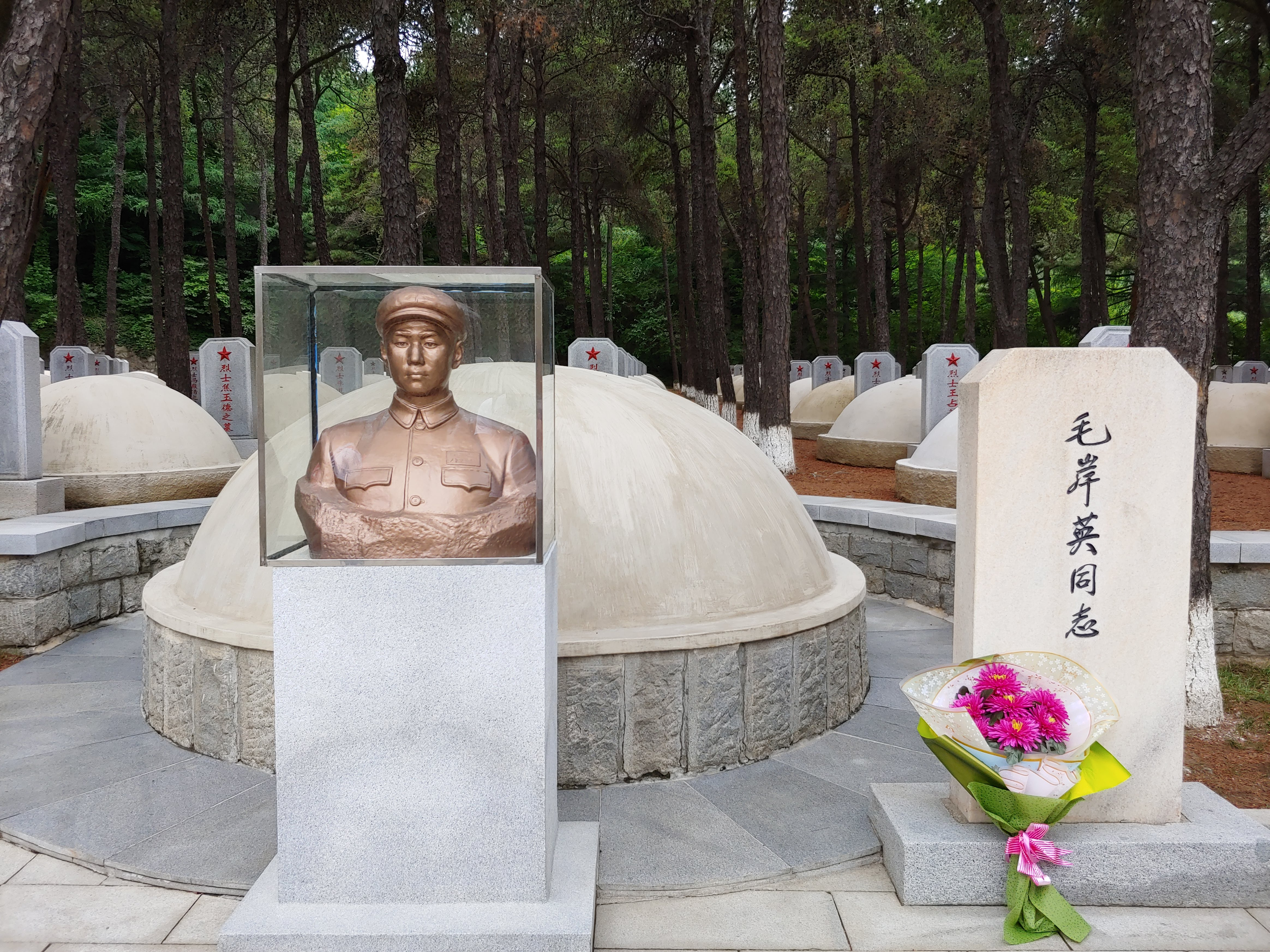
Tombe de Mao Anying en Corée du Nord.